# Der Bandit mit den schwarz-blauen Augen
Der Bandit mit den schwarz-blauen Augen (Originaltitel Il bandito dagli occhi azzurri) ist ein 1980 unter der Regie von Alfredo Giannetti entstandener Kriminalfilm mit Franco Nero in der Hauptrolle. Im Februar 1984 erschien der Film im deutschsprachigen Raum gekürzt auf Video.

## Handlung
Renzo Dominici arbeitet für eine große Bank in Genua. Eigentlich dazu erzogen, seine erbärmlichen Lebensumstände ohne Hoffnung auf Besserung zu ertragen, führt er jedoch ein Doppelleben: Als hilfloser Krüppel mit Kontaktlinsen plant er den Überfall, der ihn nach Panama führen soll. Dieser gelingt, doch wird Renzo von verschiedenen Leuten, die ihn trotz seiner Vorsichtsmaßnahmen erkannt haben, erpresst. Einen nach dem anderen kann Dominici ausschalten und auf einem Schiff entkommen.

## Kritik
“Sicherlich ist das alles handwerklich nicht schlecht, und auch die Musik Morricones bleibt positiv in Erinnerung. Aber was fehlt, ist die Action.” schreibt Karsten Thurau. Roberto Chiti meint, es handle sich um eine “kleinere Arbeit eines gut beleumundeten Autoren, der den Polizeifilm als Ausgangspunkt für seine Parabel mit besonderem Augenmerk für die Begleitumstände nimmt.”